# Campionati del mondo di ciclocross 1992
I Campionati del mondo di ciclocross 1992 (en.: 1992 UCI Cyclo-cross World Championships) si sono svolti ad Leeds in Gran Bretagna dal 1º febbraio al 2 febbraio 1992.
Sono state 3 le gare in programma

## Podi
| Eventi                  | Oro             | Tempo    | Argento          | Tempo | Bronzo              | Tempo   |
| Professionisti dettagli | Mike Kluge      | 1.04'36" | Karel Camrda     | a 18" | Adrie van der Poel  | a 53"   |
| Dilettanti dettagli     | Daniele Pontoni | 50'56"   | Dieter Runkel    | a 46" | Thomas Frischknecht | a 1'05" |
| Junior dettagli         | Roger Hammond   | 38'10"   | Vojtěch Bachleda | a 20" | Jan Faltýnek        | a 49"   |

## Medagliere
| Pos.   | Nazione        | Oro | Argento | Bronzo | Totale |
| ------ | -------------- | --- | ------- | ------ | ------ |
| 1      | Italia         | 1   | 0       | 0      | 1      |
| 1      | Germania       | 1   | 0       | 0      | 1      |
| 1      | Gran Bretagna  | 1   | 0       | 0      | 1      |
| 4      | Cecoslovacchia | 0   | 2       | 1      | 3      |
| 5      | Svizzera       | 0   | 1       | 1      | 2      |
| 6      | Paesi Bassi    | 0   | 0       | 1      | 1      |
| Totale | Totale         | 3   | 3       | 3      | 9      |